# سنگالیا
سنگالیا (نام علمی: Senegalia) نام یک سرده از زیرخانواده کهوریان است.